# 6092 Johnmason
6092 Johnmason eller 1990 MN är en asteroid i huvudbältet som upptäcktes 27 juni 1990 av den amerikanske astronomen Eleanor F. Helin vid Palomar-observatoriet. Den är uppkallad efter astronomen John W. Mason.
Asteroiden har en diameter på ungefär 5 kilometer.